# Josip Jelačić
El conde Josip Jelačić von Bužimski (Petrovaradin, 1801-Zagreb, 1859) fue ban de Croacia entre el 23 de marzo de 1848 y el 19 de mayo de 1859. Era miembro de la casa de Jelačić y fue un destacado general del Imperio austriaco, especialmente por sus campañas militares durante las Revoluciones de 1848 y su intervención en la abolición de la servidumbre en Croacia, país donde es considerado héroe nacional.

## Biografía
Hijo del mariscal Franjo Jelačić, Josip finalizó su formación en la escuela militar de Viena en 1819, entrando en el ejército imperial austriaco con el grado de subteniente. Fue en su juventud un gran aficionado a la poesía, llegando a publicar una colección de versos en 1825. Ascendió a teniente coronel en 1837, al mando de un regimiento fronterizo del Banato, y al de coronel en 1842, logrando gran popularidad en Croacia por su lucha contra el pillaje y las actividades delictivas.

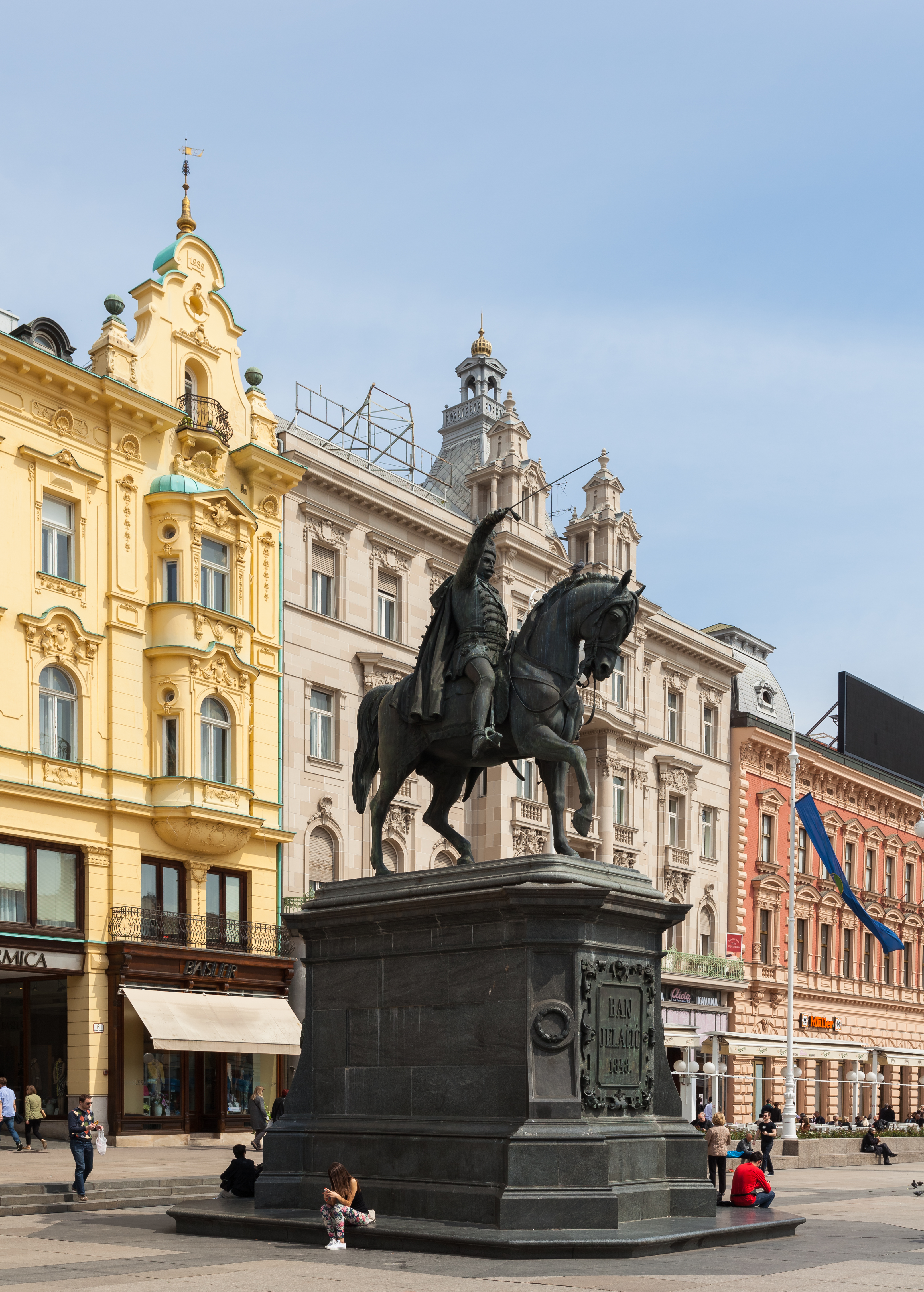
Estatua ecuestre del Ban Jelačić ubicada en la plaza homónima de Zagreb.

Durante los eventos de 1848 Jelačić pudo desplegar toda su capacidad militar y pusieron de manifiesto su ambición. Con los austriacos intervino en la Revolución húngara de 1848, dirigiendo una exitosa campaña militar, hasta que fue detenido por las fuerzas húngaras en la Batalla de Pákozd. A pesar de esta contribución, Croacia fue sujeta al absolutismo del ministro Alexander von Bach, pasando posteriormente a la soberanía de Hungría tras el Compromiso Austrohúngaro de 1867, cuando el imperio se convirtió en la monarquía dual del Imperio austrohúngaro.
El descontento de la población croata con esta nueva situación y la segregación del Reino de Dalmacia motivó que una delegación croata se desplazara a Viena para negociar con el emperador Fernando I, manifestándole su fidelidad a la corona austriaca y consiguiendo la proclamación de Jelačić como Ban de Croacia. De esta forma, se convirtió en consejero personal del emperador, además de gobernante de los distritos de Banato, Varaždin y Karlovac.
Como gobernador militar y civil del Reino de Croacia-Eslavonia, Jelačić implementó la nueva Constitución (publicada el 4 de marzo de 1849) y prohibió varias publicaciones con opiniones antiaustriacas. En 1851, cuando el barón Alexander von Bach llegó al poder en el Reino de Hungría, Jelačić cooperó con él y no hizo objeciones a la germanización de Croacia, a pesar de la oposición de personalidades como Josip Juraj Strossmayer. Permaneció en el cargo hasta su muerte, acaecida en Zagreb el 20 de mayo de 1859 a consecuencia de una grave enfermedad.

## Legado
A pesar de ser considerado un personaje muy impopular entre la élite política croata de la época, modernamente Jelačić es calificado como una figura muy importante en la historia de Croacia. La plaza central de la ciudad de Zagreb fue nombrada Plaza Ban Jelačić en 1848, y en ella se erigió una estatua ecuestre en su honor en 1866. La estatua fue retirada por el régimen comunista en 1947 y reinstalada en 1990, cuando Croacia declaró su independencia de Yugoslavia.
El retrato de Jelačić apareció también en el anverso del billete croata de 20 kunas, emitido en 1993 y 2001.